# Локен, Сиссель
Си́ссель Ло́кен (норв. Sissel Løchen; род. 17 июня 1969, Брюне, Ругаланн) — норвежская кёрлингистка на колясках.
В составе сборной Норвегии участник зимних Паралимпийских игр 2014, 2018, 2022 годов и чемпионатов мира.
Играет на позиции первого.
Отличается своеобразным способом броска камня — толкает экстендер не рукой, а подбородком, лишь придерживая экстендер руками.

## Достижения
- Зимние Паралимпийские игры: серебро (2018).
- Чемпионат мира по кёрлингу на колясках: золото (2017), серебро (2016).

## Команды
| Сезон   | Четвёртый       | Третий               | Второй               | Первый        | Запасной                                    | Турниры             |
| ------- | --------------- | -------------------- | -------------------- | ------------- | ------------------------------------------- | ------------------- |
| 2011—12 | Руне Лорентсен  | Йостен Стордаль      | Терье Рафдаль        | Сиссель Локен | Per Fagerhøi тренер: Thoralf Hognestad      | ЧМК 2012 (9 место)  |
| 2012—13 | Руне Лорентсен  | Йостен Стордаль      | Сиссель Локен        | Терье Рафдаль | Оле Фредрик Сиверсен                        | ЧМК 2013 (10 место) |
| 2013—14 | Руне Лорентсен  | Йостен Стордаль      | Анне Метте Самдаль   | Терье Рафдаль | Сиссель Локен тренер: Оле Ингвальдсен       | ЗПИ 2014 (8 место)  |
| 2014—15 | Руне Лорентсен  | Йостен Стордаль      | Оле Фредрик Сиверсен | Сиссель Локен | Gina Kristin Brøndbo тренер: Per Andreassen | ЧМК 2015 (10 место) |
| 2015—16 | Руне Лорентсен  | Йостен Стордаль      | Оле Фредрик Сиверсен | Сиссель Локен | Jan-Erik Hansen тренер: Per Andreassen      | ЧМК 2016            |
| 2016—17 | Руне Лорентсен  | Йостен Стордаль      | Оле Фредрик Сиверсен | Сиссель Локен | Рикке Иверсен тренер: Петер Дальман         | ЧМК 2017            |
| 2017—18 | Руне Лорентсен  | Йостен Стордаль      | Оле Фредрик Сиверсен | Сиссель Локен | Рикке Иверсен тренер: Петер Дальман         | ЗПИ 2018            |
| 2018—19 | Руне Лорентсен  | Йостен Стордаль      | Оле Фредрик Сиверсен | Сиссель Локен | Рикке Иверсен тренер: Петер Дальман         | ЧМК 2019 (4 место)  |
| 2019—20 | Йостен Стордаль | Оле Фредрик Сиверсен | Гейр Арне Скогстад   | Сиссель Локен | Рикке Иверсен тренер: Петер Дальман         | ЧМК 2020 (5 место)  |
| 2020—21 | Йостен Стордаль | Оле Фредрик Сиверсен | Гейр Арне Скогстад   | Сиссель Локен | Миа Свеберг тренер: Петер Дальман           | ЧМК 2021 (7 место)  |
| 2021—22 | Йостен Стордаль | Оле Фредрик Сиверсен | Гейр Арне Скогстад   | Сиссель Локен | Миа Свеберг тренер: Петер Дальман           | ЗПИ 2022 (7 место)  |

(скипы выделены полужирным шрифтом)